# Phyllachora premnae
Phyllachora premnae är en svampart som beskrevs av Syd. & P. Syd. 1914. Phyllachora premnae ingår i släktet Phyllachora och familjen Phyllachoraceae.   Inga underarter finns listade i Catalogue of Life.